# Капрарола
Капрарола (італ. Caprarola) — муніципалітет в Італії, у регіоні Лаціо,  провінція Вітербо.
Капрарола розташована на відстані близько 55 км на північний захід від Рима, 15 км на південний схід від Вітербо.

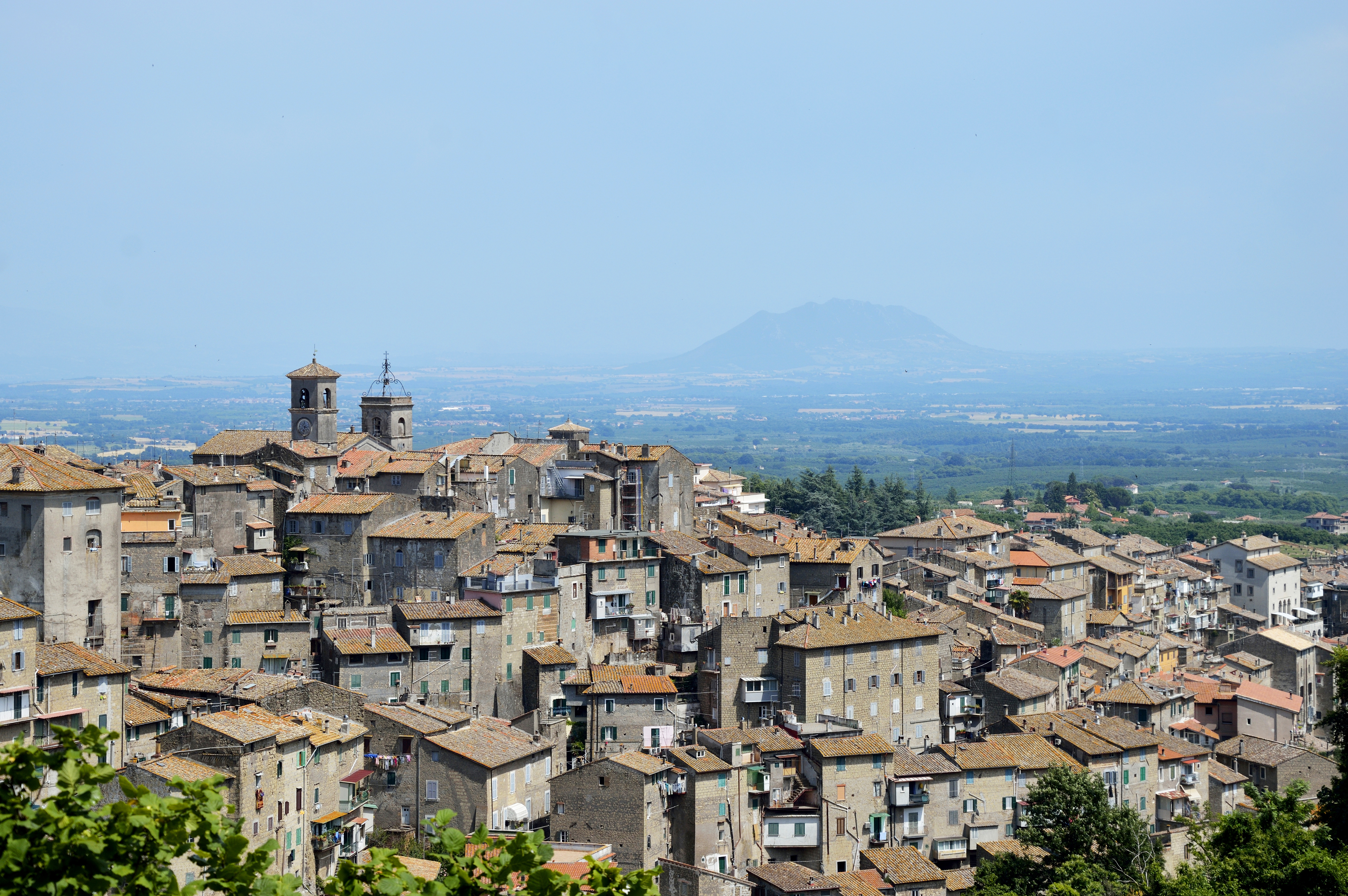

Населення — 5480 осіб (2014).

## Демографія
Населення за роками:

Станом на 1 січня 2023 року в муніципалітеті офіційно проживало 616 іноземців з 35 країн, серед них 195 громадян країн Євросоюзу та 12 громадян України.

## Сусідні муніципалітети
- Канепіна
- Карбоньяно
- Непі
- Рончильйоне
- Валлерано
- Ветралла
- Вітербо

## фільмографія
- телесеріал Medici: Masters of Florence.[5]